# Gastrancistrus vagans
Gastrancistrus vagans är en stekelart som beskrevs av John Obadiah Westwood 1833. Gastrancistrus vagans ingår i släktet Gastrancistrus och familjen puppglanssteklar. Arten är reproducerande i Sverige. Inga underarter finns listade i Catalogue of Life.